# Olijfvlieg
De olijfvlieg (Bactrocera oleae; synoniem: Dacus oleae) is een insect waarvan de larven zich voeden met olijven.
Het insect is het voornaamste plaagdier bij de olijventeelt in Zuid-Europa, aangezien het enorme schade kan aanrichten aan de vruchten. Sinds het einde van de jaren 90 van de 20e eeuw komt de olijfvlieg ook voor in Noord-Amerika. Voorheen kwam de soort enkel voor in Noord-, Oost- en Zuidelijk Afrika, Zuid-Europa, de Canarische Eilanden, India en Zuidwest-Azië. Het voorkomen in de Verenigde Staten is voornamelijk beperkt tot de staat Californië.